# Data Access Object
В программном обеспечении data access object (DAO) —  абстрактный интерфейс к какому-либо типу базы данных или механизму хранения. Определённые возможности предоставляются независимо от того, какой механизм хранения используется и без необходимости специальным образом соответствовать этому механизму хранения.
Этот шаблон проектирования применим ко множеству языков программирования, большей части программного обеспечения, нуждающемуся в хранении информации, и к большей части баз данных. Но традиционно этот шаблон связывают с приложениями на платформе Java Enterprise Edition, взаимодействующими с реляционными базами данных через интерфейс JDBC, потому что он появился в рекомендациях от фирмы Sun Microsystems.

## Средства ифреймворки
- Persist ORM инструмент
- DataObjects.Net — ORM инструмент
- DB Solo EJB 3.0 кодогенератор DAO
- MDAOG кодогенератор DAO для СУБД PostgreSQL
- CodeFutures (Firestorm/DAO) Генератор для JDBC DAO, Spring DAO, Hibernate DAO
- JingDAO DAO framework
- PerfectJPattern Open Source Project, Предоставляет компонентную реализацию шаблона проектирования DAO в Java (JPA, Hibernate и Spring)